# Freilichtmuseum Rogatec
Das Freilichtmuseum  in Rogatec ist das größte Freilichtmuseum in Slowenien. Es stellt das Leben der Bauern und Handwerker im 19. Jahrhundert und frühen 20. Jahrhundert dar. Neben der Ausstellung von Gebäuden, Arbeitsgeräten und Gegenständen des täglichen Lebens organisiert das Museum Workshops vor allem für junge Menschen über Arbeit, Leben und Brauchtum in der Vergangenheit.

## Beschreibung

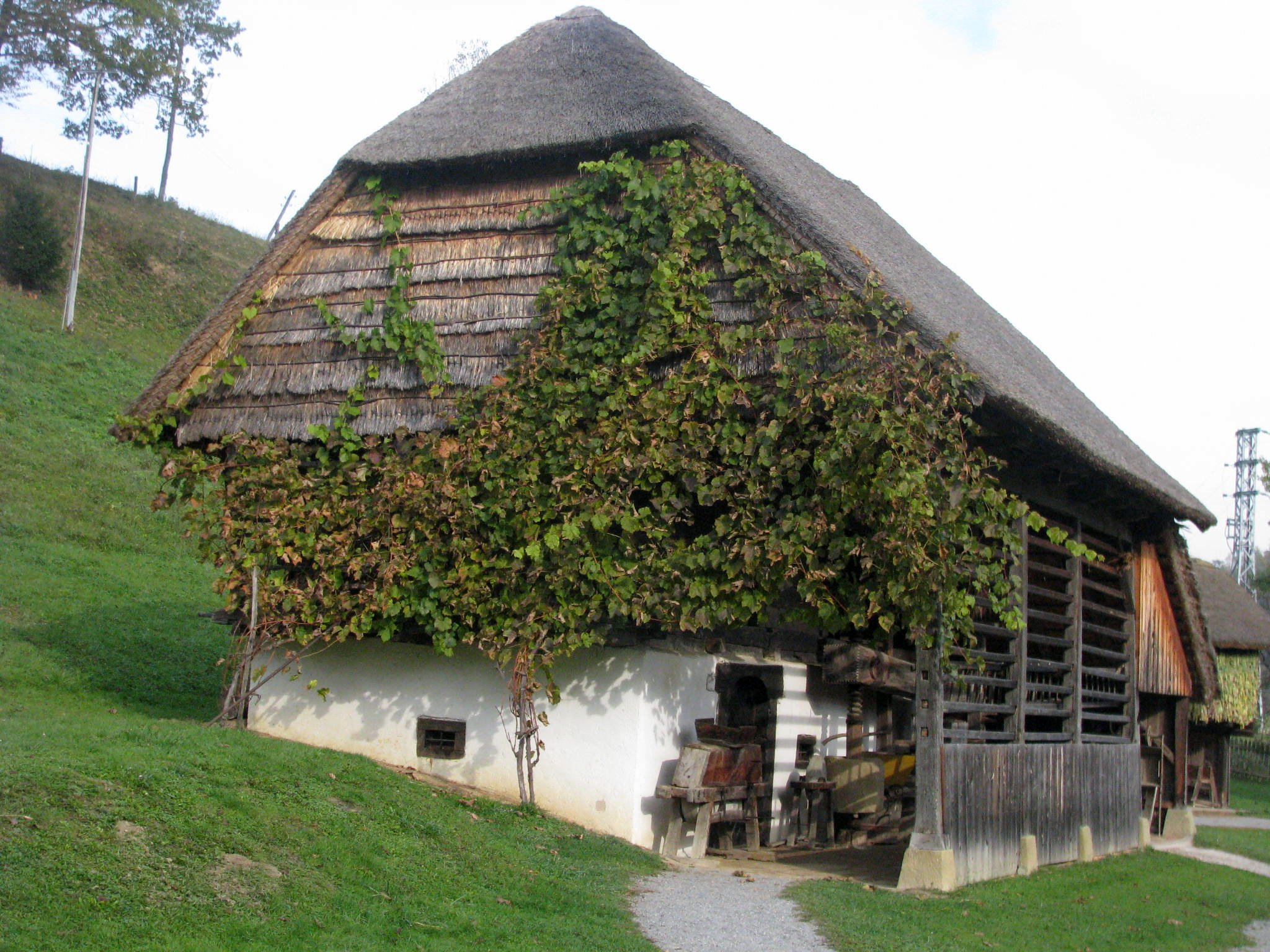
Nebengebäude

Das Bauernhaus wurde 1981 auf dem heutigen Standort des Museums übertragen und ist immer noch eine zentrale Einrichtung des Museums. Es gehörte der Familie der Šmitovi und ist Geburtshaus des slowenischen Dichters und Übersetzers Jože Smit. Das Haus besteht komplett aus Holz, Strohdach und Lehmboden. Die Wände sind mit Lehm verputzt und weiß mit Kalk getüncht.
Das Nebengebäude ist im Erdgeschoss aus Steinen gebaut und hat einen Lehmboden. Die Obergeschosse sind aus Holz gebaut. Das untere Geschoss diente teils als Stall und teils als Weinkeller. An der Frontseite des Untergeschosses steht eine Baumkelter. Das Obergeschoss diente als Dreschboden.

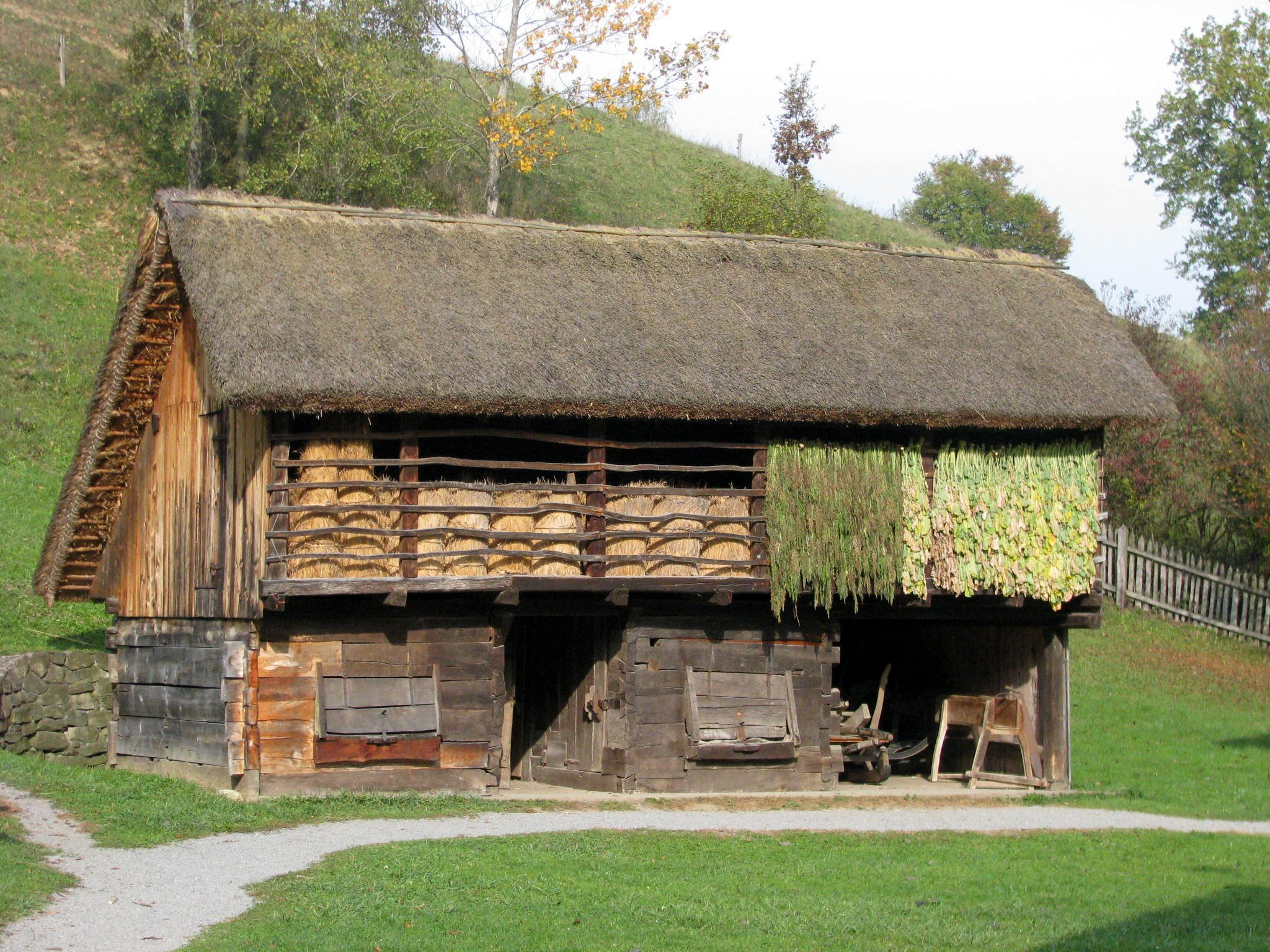
Schweinestall

Der Kozolec – ein für Slowenien typisches Gebäude hier noch am weitesten verbreitet – diente zum Trocknen von Heu und Feldfrüchten wie Mais. Im Untergeschoss wurden Karren und Werkzeuge gelagert. Der im Museum wiederaufgebaute Kozolec ist mit seinen kunstvoll geschnitzten Balken und Rosetten ein besonders schönes Exemplar.
Der Schweinestall bietet Platz für vier Schweine. Auf dem Balkon im ersten Stock trocknete Stroh, das zum Ausbessern beschädigter Strohdächer diente.
Aufgrund der Bedeutung der Imkerei  gehört seit dem 19. Jahrhundert ein Bienenstock standardmäßig zu einem Bauernhof.
Der Abtritt befand sich aus hygienischen Gründen nicht im Wohngebäude, sondern in der Regel am Misthaufen.
Mit dem Ziehbrunnen des pannonischen Typs konnte das Wasser aus einigen Metern Tiefe aus dem Boden heraufbefördert werden. Der Stein auf der anderen Seite des Balkens dient dabei als Gegengewicht mit Hebelwirkung.
Die Schmiede ist eine Rekonstruktion der Dorfschmiede von Dobovec. Das Gebäude besteht aus einem einzigen Raum mit Vordach, das es erlaubt Pferde auch bei Regen zu beschlagen. In der Schmiede finden sich alle notwendigen Werkzeuge für den Hufbeschlag.

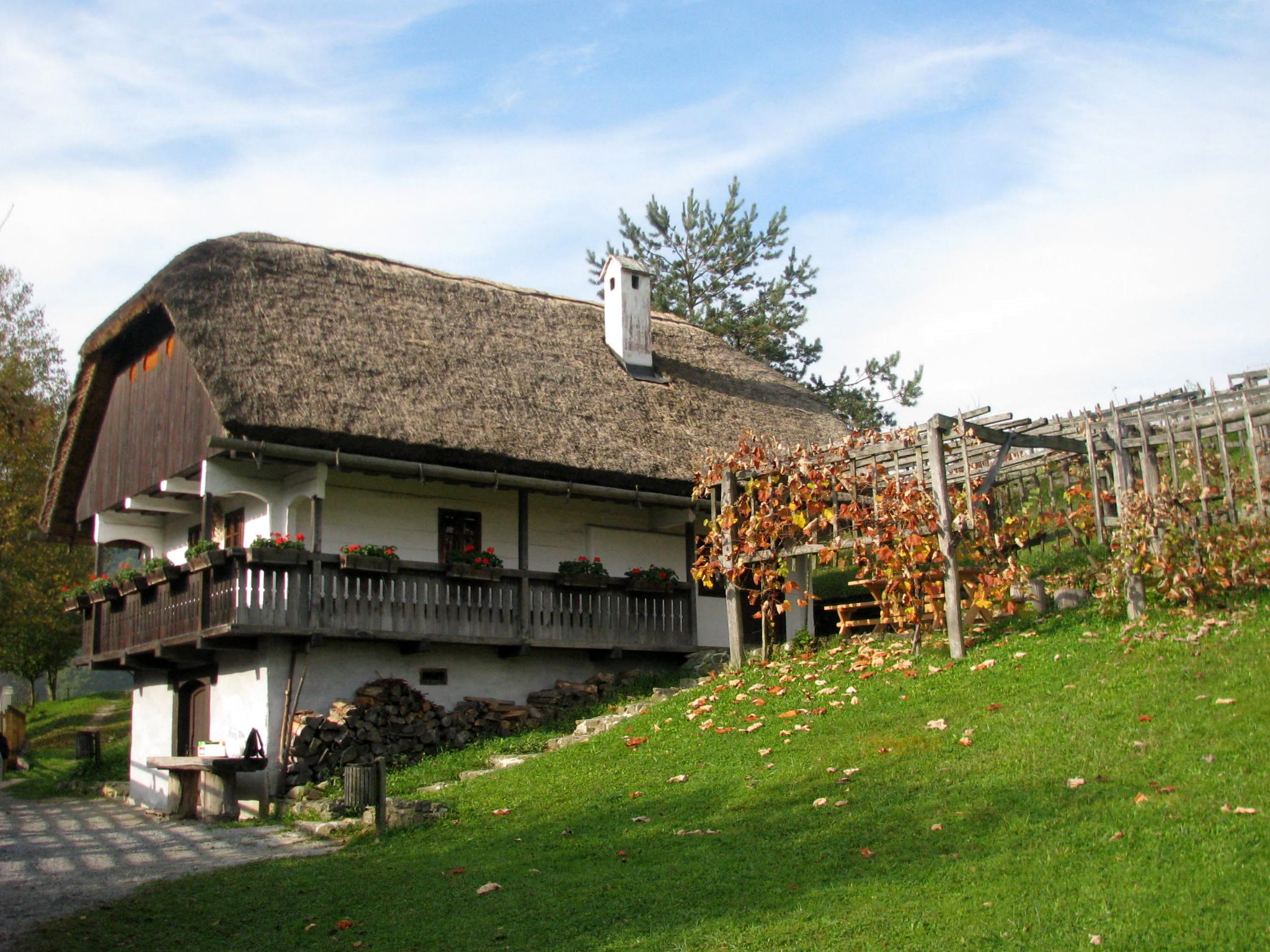
Weingut

Das Weingut im Museum, ein Nachbau der ursprünglichen Gebäude im Dorf Dobrina in Žetalah, wird für kulinarische und touristische Aktivitäten des Museums genutzt.

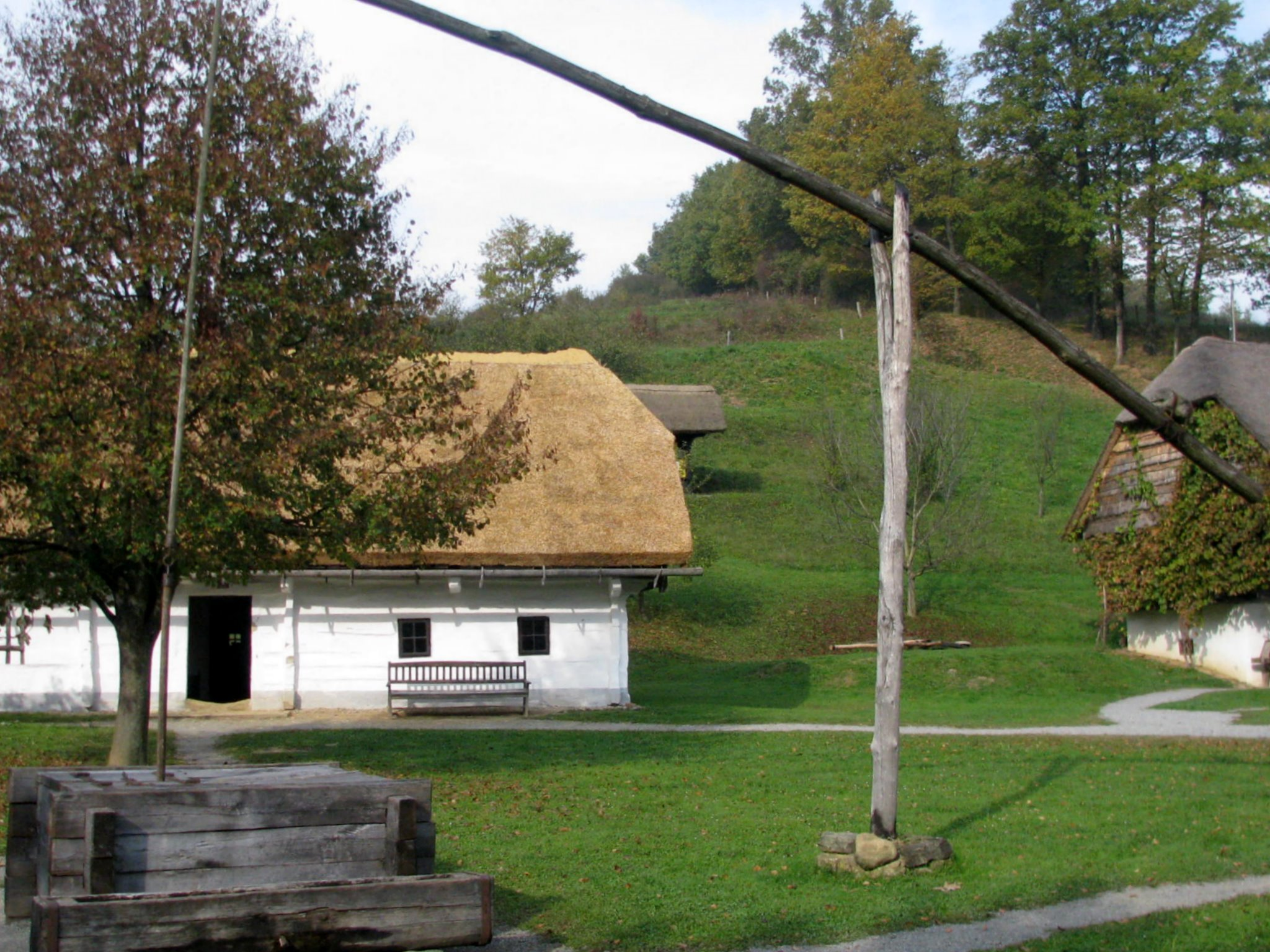
Ziehbrunnen
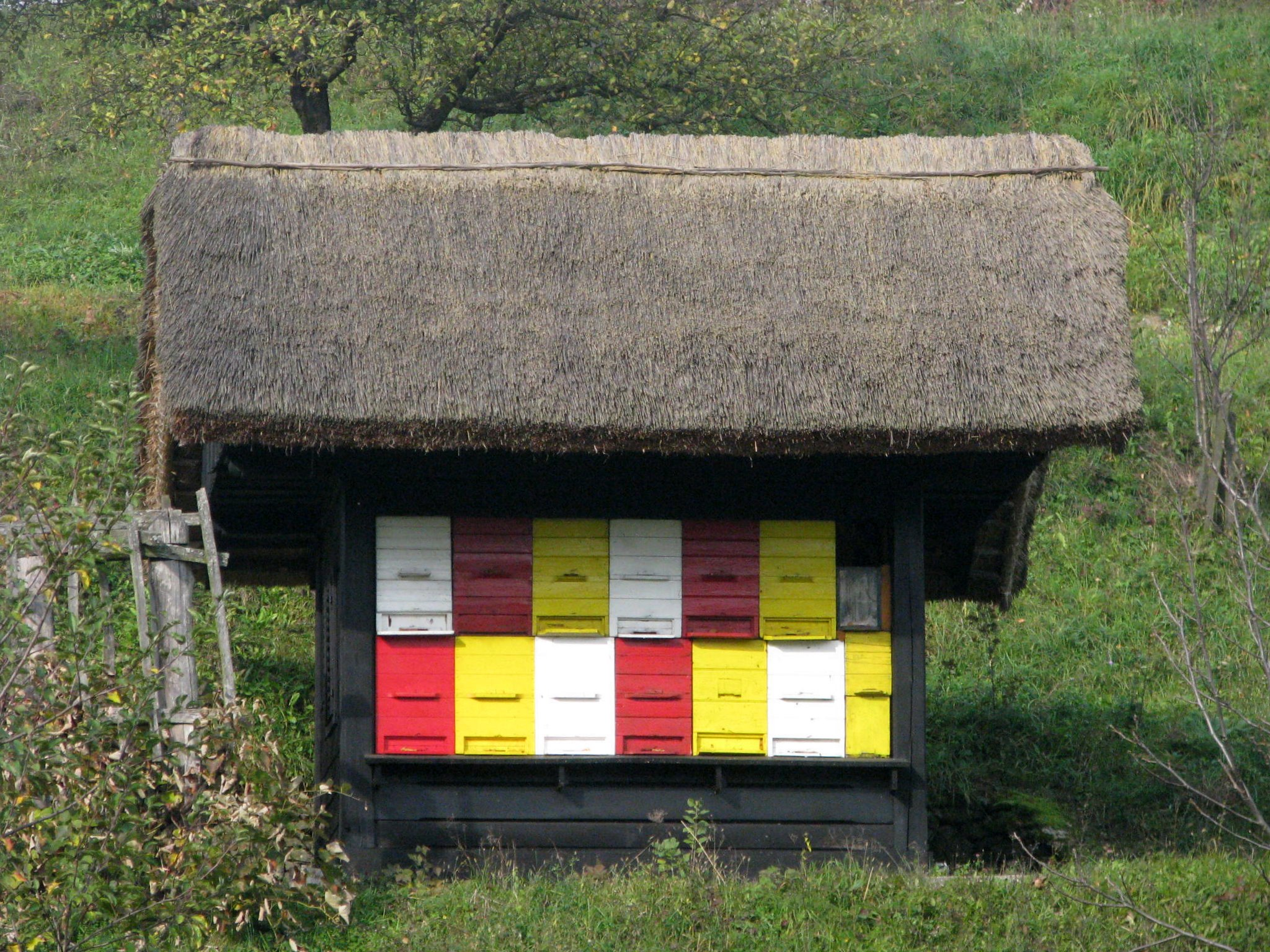
Bienenstöcke
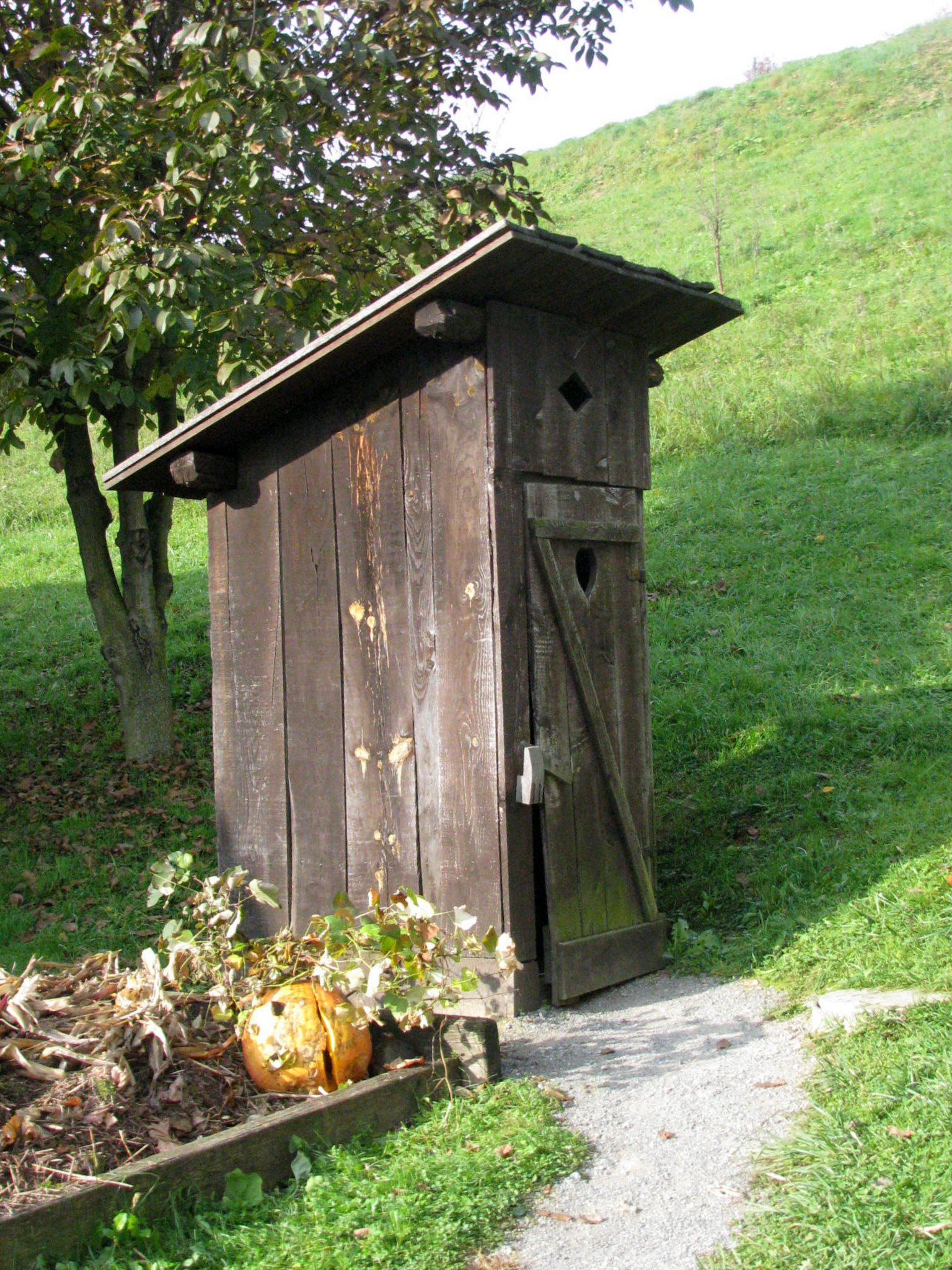
Abtritt
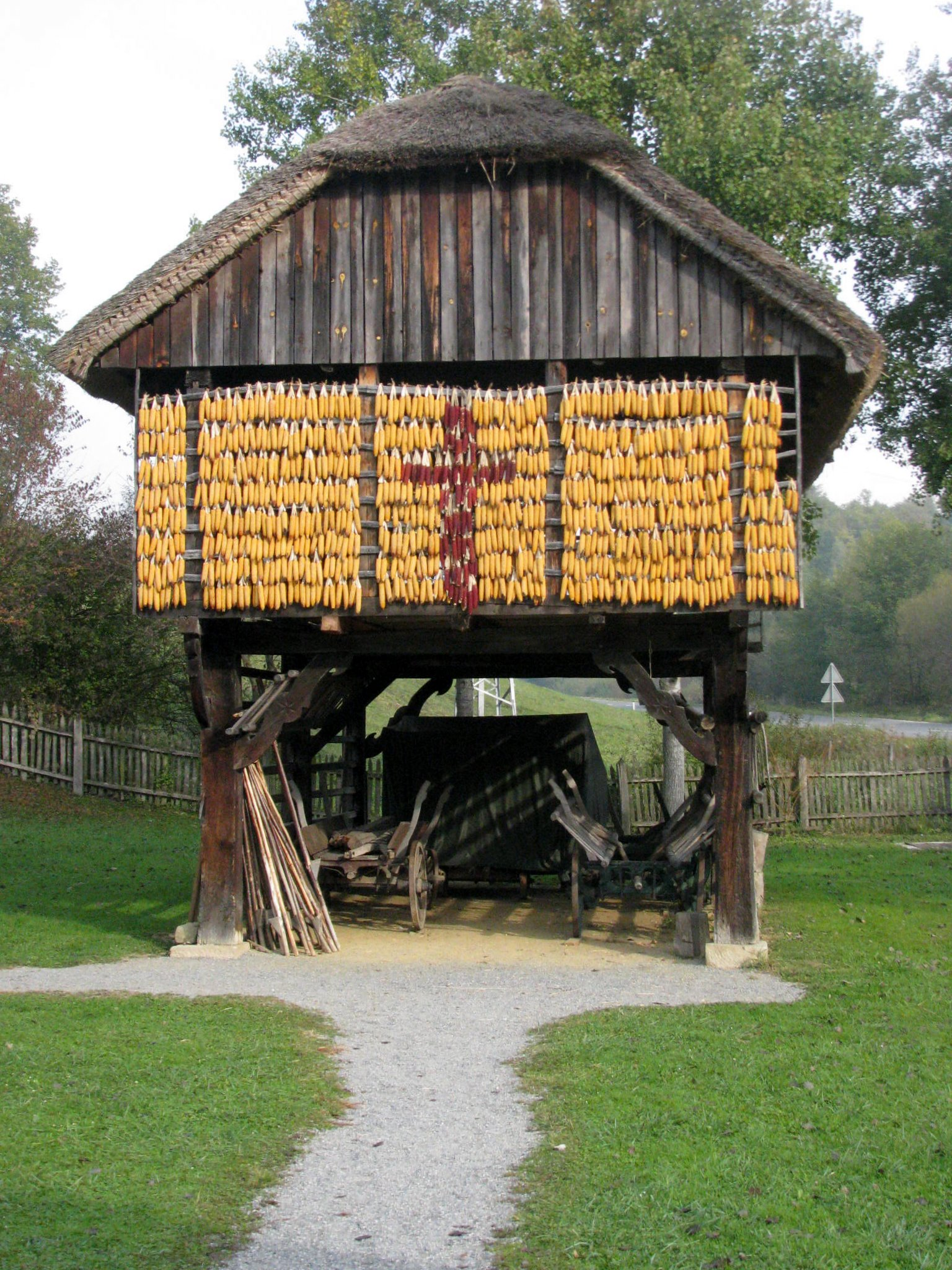
Kozolec